# Wapen van Lansingerland

Wapen van Lansingerland

Het wapen van Lansingerland is op 30 augustus 2007 bij Koninklijk Besluit toegekend aan de door fusie van Bergschenhoek, Berkel en Rodenrijs en Bleiswijk nieuw ontstane gemeente Lansingerland. De naam Lansingerland refereert aan een sinds ca. 1350 bestaande landscheiding of lansing, die van oudsher de grens vormt tussen de hoogheemraadschappen Delfland en Schieland. Deze landscheiding loopt dwars door de nieuwe gemeente en is nu nog herkenbaar als een dijk. Dit wordt gesymboliseerd door de groene dwarsbalk in het wapen. De gouden en zilveren velden symboliseren de Leede en de Rotte.
De ster is afkomstig uit het oude wapens van Berkel en Rodenrijs en Bergschenhoek; de rode ruit is ontleend aan het eerste kwartier van het wapen van Bleiswijk. De kroon is ontleend aan de kroon van het wapen van Bergschenhoek

## Blazoenering
De beschrijving is als volgt: "Doorsneden door een dwarsbalk van sinopel; I in goud een achtpuntige ster van keel; II in zilver een ruit van keel. Het schild gedekt met een gouden kroon van acht parels."
N.B. in de heraldiek zijn links en rechts gezien vanuit de persoon achter het schild; voor de toeschouwer zijn deze verwisseld. De telling is eerst van rechts naar links (voor de toeschouwer dus van links naar rechts), vervolgens van boven naar beneden. De kleuren in het schild zijn: goud (geel), sinopel (groen), keel (rood), zilver (wit).

## Verwante wapens
De volgende wapens zijn verwant aan het wapen van Lansingerland:

Het wapen van Bergschenhoek
Het wapen van Berkel en Rodenrijs
Het wapen van Bleiswijk